# Bing (gastronomia)
I Bing (cinese tradizionale: 餅; cinese semplificato: 饼; pinyin: bǐng; jyutping: beng2), chiamati anche Bu Bing (cinese tradizionale: 薄餅; cinese semplificato: 薄饼; pinyin: bù bǐng; jyutping: bok6 beng2), sono dei tipi di pane di farina di grano dalla forma schiacciata o somigliante ad un disco, tipici della cucina cinese. Questo cibo ha delle somiglianze con piatti tipici della cucina non cinese ed occidentale, come il pane azzimo o i pancake. Per quanto riguarda il ripieno, invece, il bing ha delle somiglianze con il roti indiano, la crêpe francese o la tortilla messicana, oppure quando è dolce con alcune torte e biscotti occidentali.

## Storia
La categoria di alimenti menzionati come bing, che comprendeva in origine numerosi prodotti a base di acqua e farina imastata come pane, dolci, pasta e focacce, viene per la prima volta menzionata nei testi cinesi nel I secolo, in quanto prima della dinastia Han non ci sono quasi tracce dell'uso della farina. Questo tipo di preparazioni in seguito si diffuse molto, tanto che nel medioevo venivano consumati da tutti gli strati sociali. A partire dalla Dinastia Tang il termine bing incominciò ad indicare solo più i pani fritti, al vapore o al forno, mentre per gli spaghetti viene impiegati il termine mian. 

## Varianti

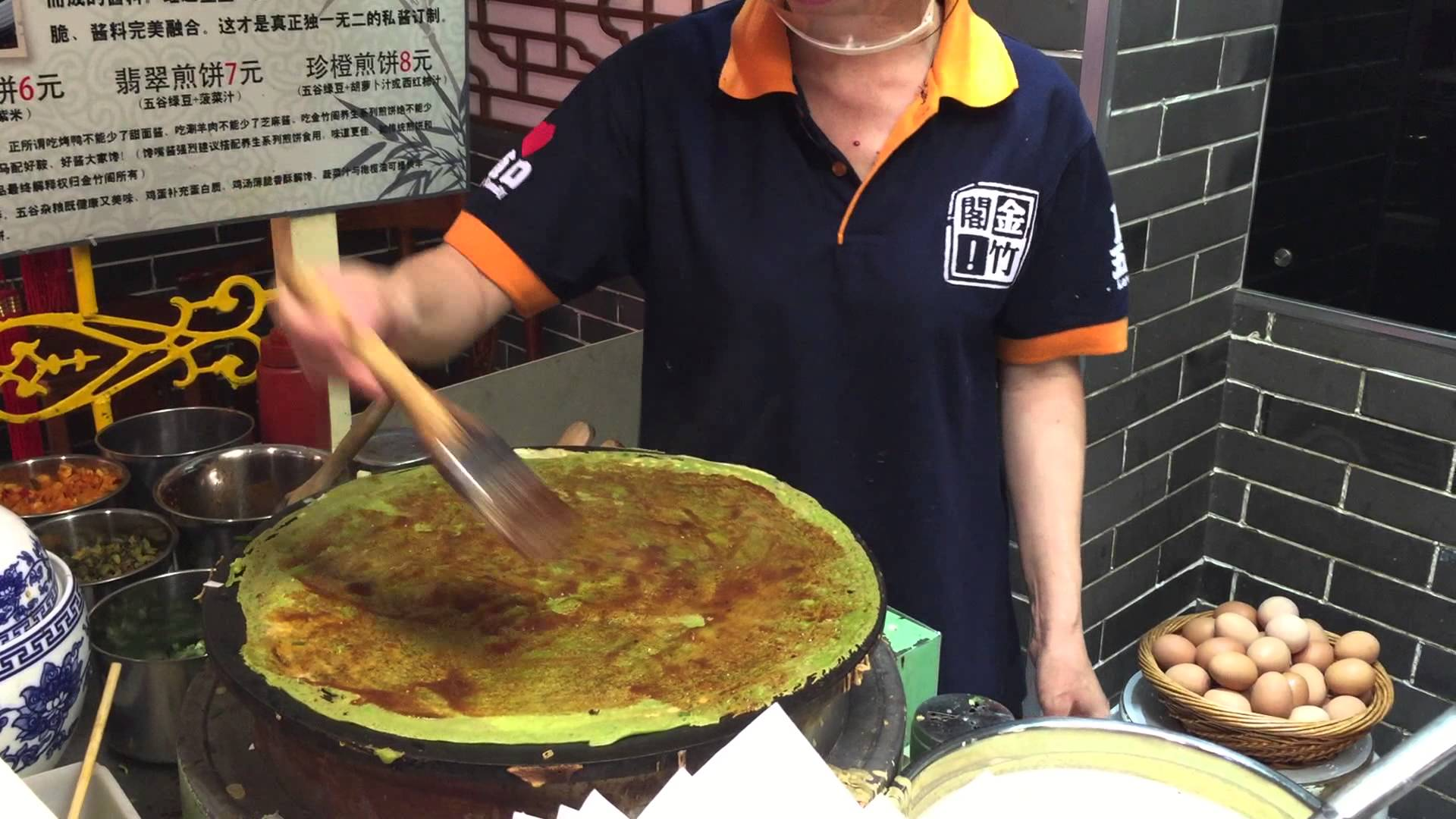
Cottura in strada dello Jianbing

Il bing è un cibo che si mangia solitamente in casa per pranzo, tuttavia in qualche occasione può essere servito anche durante pasti formali. Cucinato in padella o alla piastra, più raramente al forno, il bing talvolta può anche essere ripieno di carne macinata. Nella cucina cinese esportata all'estero, dei sottilissimi bao bing di farina di grano conditi con scalogno e salsa di fagioli dolci, oppure con salsa di frutti di mare, vengono usati come involto per piatti come il maiale moo shu o l'anatra alla pechinese.
I tipi più comuni di bing sono:
- Cong you bing (蔥油餅; scalogno ed olio)
- Fa mian bing (發麵餅; bing lievitato)
- Laobing (烙餅; bing di marca)
- Shaobing (燒餅; bing arrostito)
- Jianbing (煎餅; pancake all'uovo fritto, simile ad una crêpe francese. Viene spesso consumato come colazione per le strade di Hong Kong.)
- Bó bǐng (薄饼; letteralmente tradotto come "pancake sottile". In realtà è un involto, o "pelle" (薄餅皮), sottile e circolare simile a una crêpe, usato per racchiudere diversi condimenti. Talvolta è chiamato "pancake mandarino" o "pancake moo shoo" (木须饼, mù xū bǐng), soprattutto in contesti culinari cinesi statunitensi.)
- Yuèbǐng (月餅; mooncake, o torta della luna. Viene solitamente consumato durante la festa di metà autunno.)
- Luo buo si bing (萝卜絲餅, ravanello triturato. È un bing dalla pasta fritta.)

## Diffusione
Il bing si utilizza anche nella cultura coreana. La varietà più comune nella penisola è il jianbing, il quale viene spesso accompagnato da frutti di mare.